# Pas collectif
Pour les articles homonymes, voir pas.

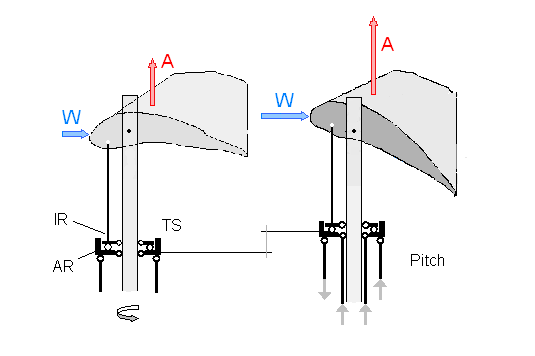
Principe du pas collectif

Un pas collectif permet de changer l'inclinaison des pales du rotor principal d'un hélicoptère. On le trouve sur les vrais hélicoptères, mais il est optionnel sur les hélicoptères radiocommandés (aussi nommés RC).

## Utilité du pas collectif
Un pas collectif permet de maintenir le régime moteur constant. Il n'y a plus qu'à faire varier l'inclinaison des pales pour faire monter ou descendre l'hélicoptère. C'est bien plus précis et fiable que les hélicoptères à pas fixe.

## Hélicoptères radiocommandés
Il y a un pas collectif sur tous les hélicoptères radiocommandés dont le nom finit par « CP », ce qui signifie « Collective Pitch », soit « pas collectif ». De nos jours, tous les hélicoptères radiocommandés thermiques en sont équipés.
À titre d'exemple, les modèles de Dragonfly 22, 35 et 36 ont un pas collectif.